# Rocketman: Music From the Motion Picture
Rocketman: Music From the Motion Picture — официальный саундтрек к фильму «Рокетмен» 2019 года Альбом состоит из 22 песен Элтона Джона, исполненных актёрами фильма, и песни «(I’m Gonna) Love Me Again». Это единственная песня с участием Элтона Джона.

## Коммерческий успех
7 июня 2019 года альбом занял 58-ю в чарте Billboard 200 и шестую позицию в чартах альбомов саундтреков Billboard, продав 6 000 экземпляров за первую неделю. На второй неделе саундтрек переместился на 50-ю позицию в чарте Billboard 200, поднявшись на 13 процентов с ещё 12 000 проданными экземплярами.

## Список композиций
Все песни написанны Элтоном Джоном и Берни Топином, кроме отмеченных.
| №                   | Название                                                 | Исполнитель                                                     | Длительность |
| ------------------- | -------------------------------------------------------- | --------------------------------------------------------------- | ------------ |
| 1.                  | «The Bitch Is Back»                                      | Тэрон Эджертон и Себастьян Рич                                  | 1:53         |
| 2.                  | «I Want Love»                                            | Кит Коннор, Джемма Джонс, Брайс Даллас Ховард и Стивен Макинтош | 2:13         |
| 3.                  | «Saturday Night's Alright for Fighting»                  | Тэрон Эджертон и Кит Коннор                                     | 3:10         |
| 4.                  | «Thank You for All Your Loving» (Элтон Джон, Калеб Куэй) | Тэрон Эджертон                                                  | 3:24         |
| 5.                  | «Border Song»                                            | Тэрон Эджертон                                                  | 3:25         |
| 6.                  | «Rock and Roll Madonna»                                  | Тэрон Эджертон                                                  | 2:42         |
| 7.                  | «Your Song»                                              | Тэрон Эджертон                                                  | 4:01         |
| 8.                  | «Amoreena»                                               | Тэрон Эджертон                                                  | 4:20         |
| 9.                  | «Crocodile Rock»                                         | Тэрон Эджертон                                                  | 2:53         |
| 10.                 | «Tiny Dancer»                                            | Тэрон Эджертон                                                  | 5:25         |
| 11.                 | «Take Me to the Pilot»                                   | Тэрон Эджертон                                                  | 3:43         |
| 12.                 | «Hercules»                                               | Тэрон Эджертон                                                  | 5:26         |
| 13.                 | «Don’t Go Breaking My Heart»                             | Тэрон Эджертон и Рэйчел Малдун                                  | 1:34         |
| 14.                 | «Honky Cat»                                              | Тэрон Эджертон и Ричард Мэдден                                  | 2:34         |
| 15.                 | «Pinball Wizard» (Пит Таунсенд)                          | Тэрон Эджертон                                                  | 2:02         |
| 16.                 | «Rocket Man»                                             | Тэрон Эджертон                                                  | 4:31         |
| 17.                 | «Bennie and the Jets»                                    | Тэрон Эджертон                                                  | 2:28         |
| 18.                 | «Don’t Let the Sun Go Down on Me»                        | Тэрон Эджертон и Селинда Шенмейкер                              | 2:40         |
| 19.                 | «Sorry Seems to Be the Hardest Word»                     | Тэрон Эджертон                                                  | 2:15         |
| 20.                 | «Goodbye Yellow Brick Road»                              | Тэрон Эджертон и Джейми Белл                                    | 4:05         |
| 21.                 | «I’m Still Standing»                                     | Тэрон Эджертон                                                  | 3:58         |
| 22.                 | «(I’m Gonna) Love Me Again»                              | Элтон Джон и Тэрон Эджертон                                     | 4:11         |
| Общая длительность: | Общая длительность:                                      | Общая длительность:                                             | 1:12:52      |

| №                   | Название                                               | Исполнитель                      | Длительность |
| ------------------- | ------------------------------------------------------ | -------------------------------- | ------------ |
| 23.                 | «Don't Let the Sun Go Down on Me» (Taron Only Version) | Тэрон Эджертон                   | 5:25         |
| 24.                 | «Breakin' Down the Walls of Heartache»                 | Джейсон Пенникук и Алексия Хадим | 2:49         |
| Общая длительность: | Общая длительность:                                    | Общая длительность:              | 1:21:08      |

## Чарты
| Чарт (2019)                        | Высшая позиция |
| ---------------------------------- | -------------- |
| Австралия (ARIA)                   | 6              |
| Австрия (Ö3 Austria)               | 38             |
| Бельгия/Фландрия (Ultratop)        | 46             |
| Бельгия/Валлония (Ultratop)        | 42             |
| Нидерланды (Album Top 100)         | 81             |
| Франция (SNEP)                     | 55             |
| Германия (Media Control)           | 67             |
| Италия (Classifica album)          | 80             |
| Japan Hot Albums (Billboard Japan) | 49             |
| Япония (Oricon)                    | 43             |
| Новая Зеландия (RMNZ)              | 9              |
| Португалия (AFP)                   | 40             |
| Испания (PROMUSICAE)               | 28             |
| Швейцария (Schweizer Hitparade)    | 32             |
| Великобритания (UK Albums Chart)   | 5              |
| США (Billboard Top Rock Albums)    | 4              |
| США (Billboard Soundtrack Albums)  | 6              |

| Чарт (2019)                    | Позиция |
| ------------------------------ | ------- |
| Australian Albums (ARIA)       | 66      |
| US Top Rock Albums (Billboard) | 87      |